# اینتر اوربیتال
اینتر اوربیتال (انگلیسی: Interorbital) شرکت هوافضای آمریکایی است، که در سال ۱۹۹۶ تأسیس شد.